# Apenodraconema chlidosis
Apenodraconema chlidosis is een rondwormensoort uit de familie van de Draconematidae. De wetenschappelijke naam van de soort is voor het eerst geldig gepubliceerd in 1978 door Allen & Noffsinger.